# Kefikon
 (avril 2022).
Kefikon est une localité située à la frontière entre les cantons de Thurgovie et de Zurich en Suisse.

## Une localité à cheval sur deux cantons

### Partie thurgovienne
La plus grande partie formait jusqu'à la réforme municipale de Thurgovie en 1997 une commune locale (Ortsgemeinde) appartenant à la commune municipale (Munizipalgemeinde) de Gachnang et, depuis 1998, à la commune de Gachnang dans le district de Frauenfeld. La partie thurgovienne compte environ 450 habitants en 2000.

## Partie zurichoise
La petite partie zurichoise était jusqu'en 1926 sa propre municipalité (de) et appartient depuis à la commune de Wiesendangen. La partie zurichoise compte environ 200 habitants en 2013.

## Histoire

Photo aérienne (1966)

Kefikon appartenait à l'abbaye de Reichenau et formait son propre régime judiciaire commun à Islikon (de) depuis la fin du Moyen Âge. Les seigneurs de Kefikon, ont été suivis par les seigneurs de Gachnang, plus tard en rapport avec la conquête des confédérés.
À partir de 1427, la frontière entre le comté de Kybourg et le comté de Thurgovie a traversé le royaume et le château. Ce dernier n'appartient que depuis 1970 au canton de Thurgovie.

## Attractions
L'un des bâtiments les plus remarquables de la localité est le château de Kefikon (de). Le fossé a été comblé au XVe siècle. En 1906, August Bach a créé un centre d’éducation dans le château, qui est maintenant une école privée. Après l'incendie de 1929, le château a reçu son apparence actuelle.

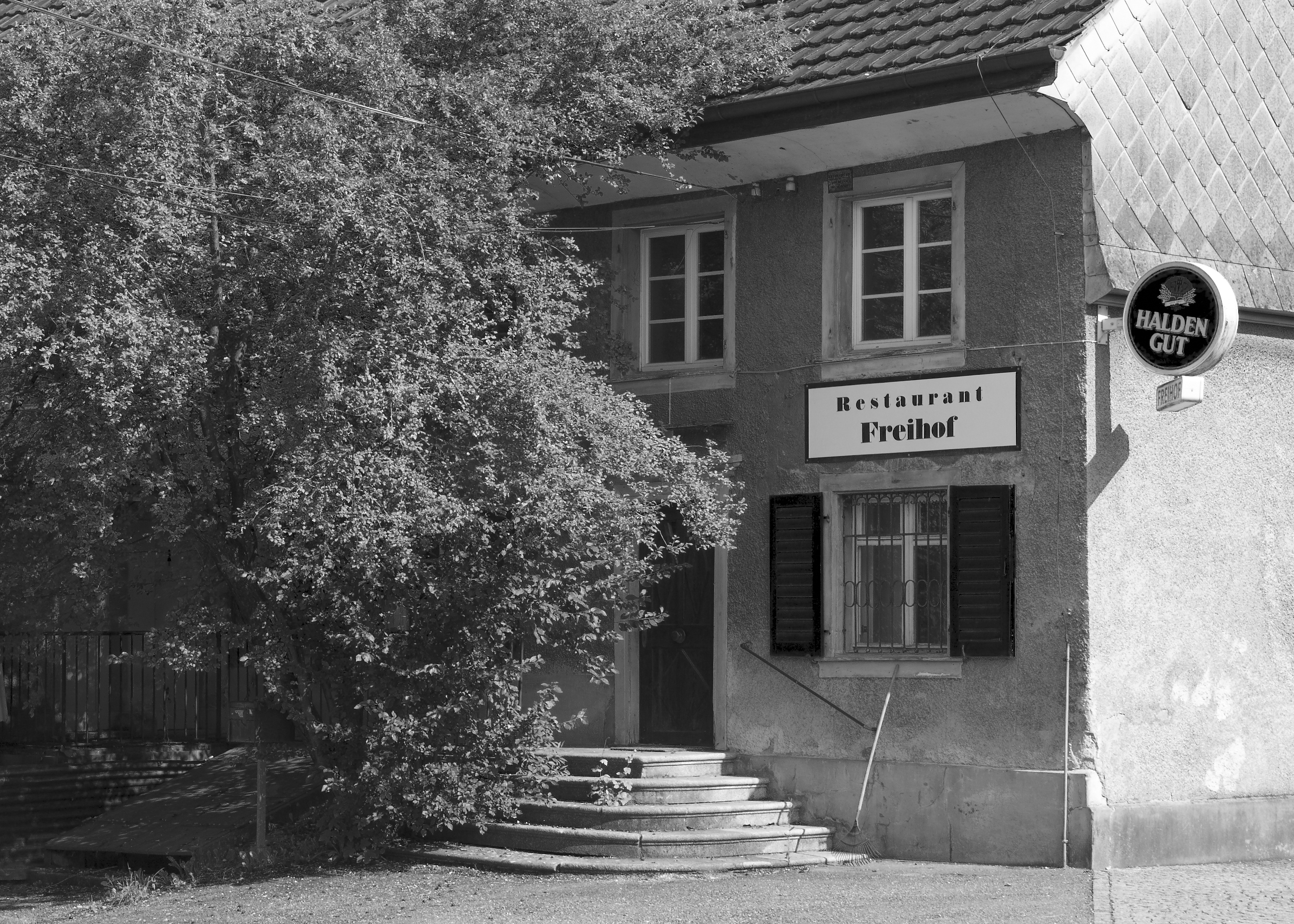
L'ancien restaurant Freihof à Kefikon
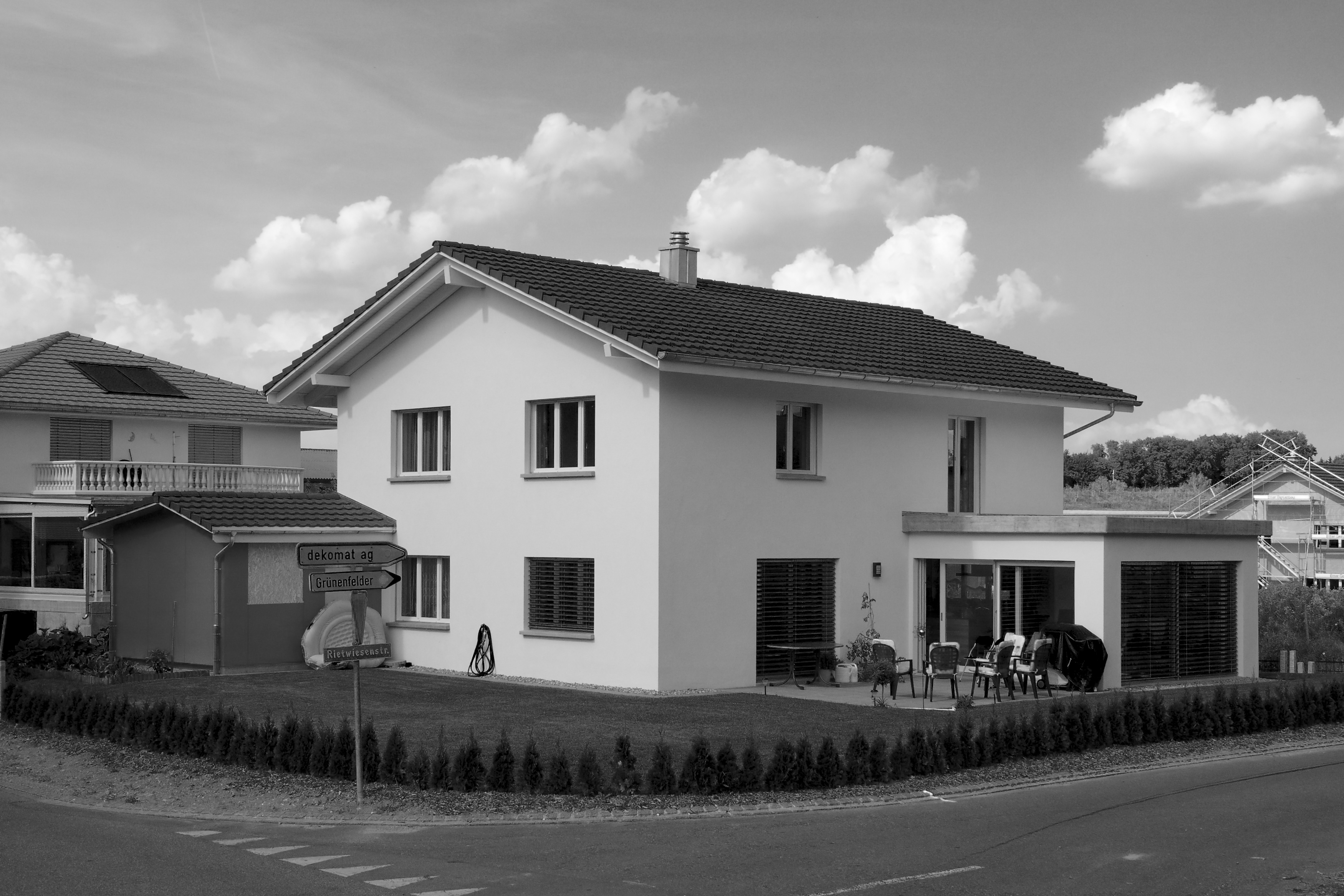
Nouvelle construction à Kefikon
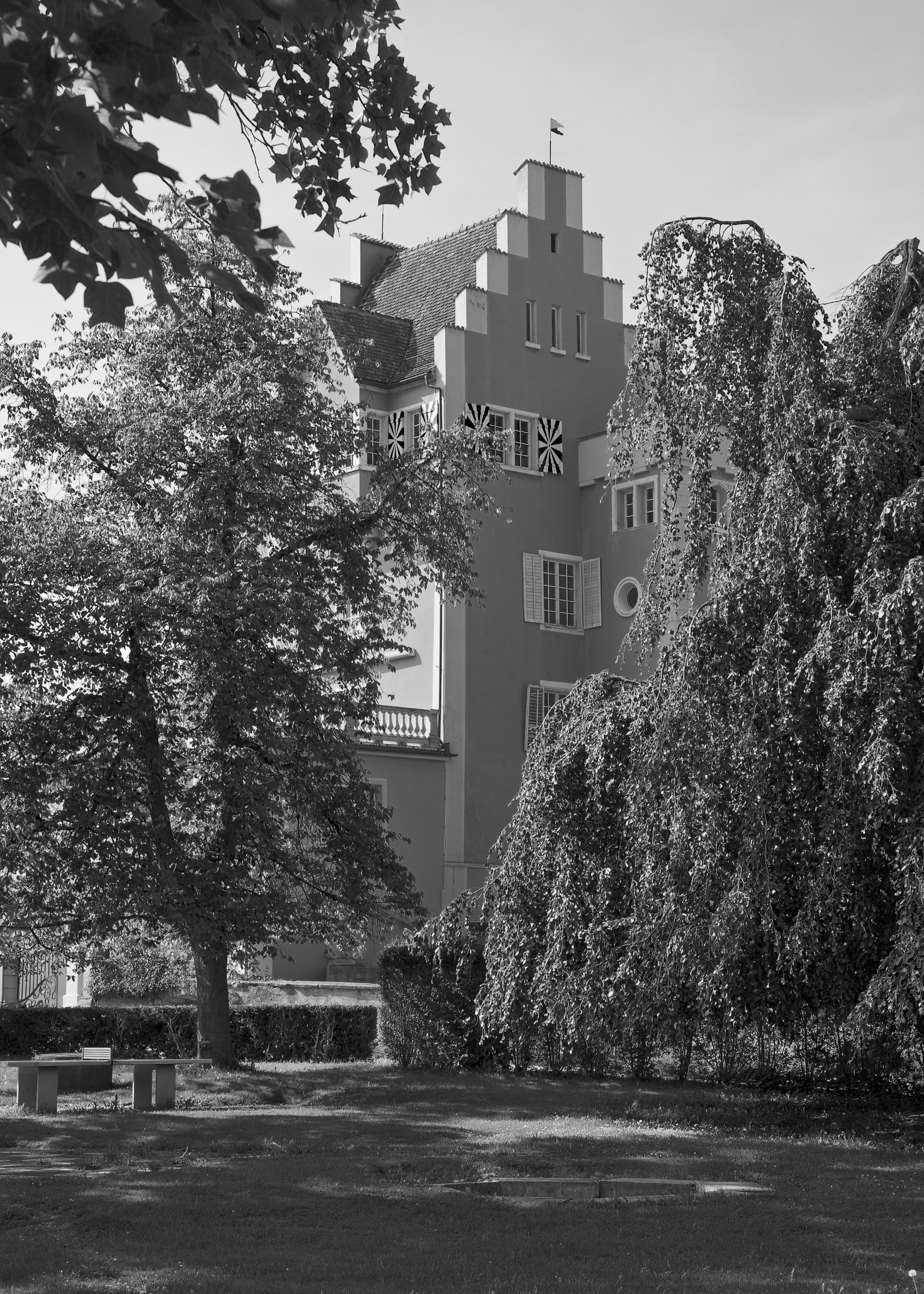
Le château
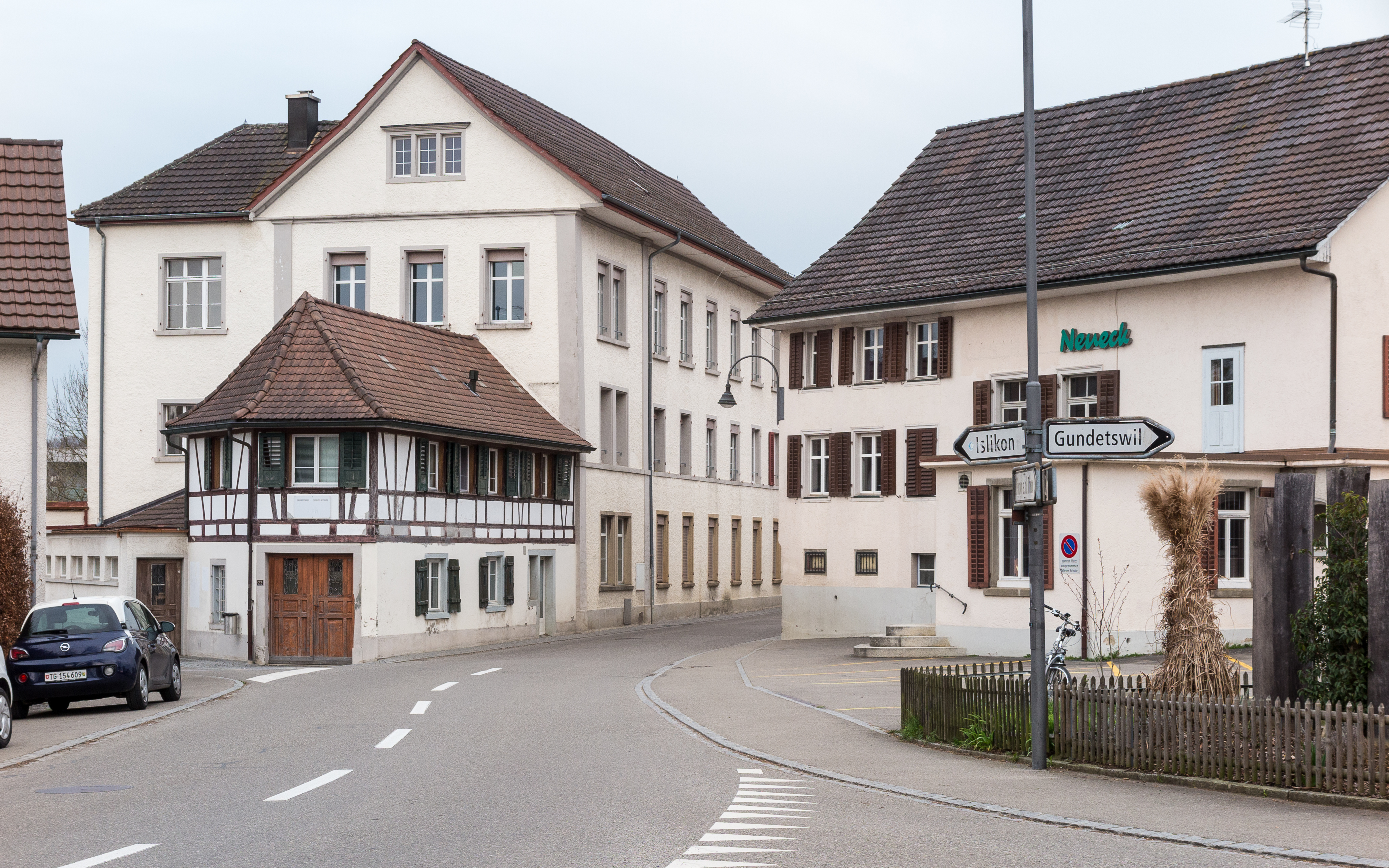
Dorfstrasse 20/22 & 23